# Ластиш
Ластиш је врста друштвене игре популарне међу дјецом основношколског узраста.
Једини неопходан реквизит за игру је ластиш, гумена кројачка трака. Слободни крајеви траке се причврсте (привежу) један за други тако да трака чини круг. Двоје играча улази у круг и одмакну се, затежући траку тако им се налази у висини кољена и да више не чини круг него облик сличан правоугаонику. Играчи су окренути лицем једно према другом. Трећи играч игра тако што прескаче двије линије ластиша на средини између играча који затежу траку.
Играње ластиша укључује бројне начине прескакања, затезања и повлачења двије линије ластиша. Обично је редослијед покрета унапред познат, а покрети могу да броје и до неколико десетина. Ако играч који игра направи грешку у покретима он заузима мјесто једног од играча који затежу ластиш, а слободни играч добија прилику да одигра свој редослијед.
Ластиш може да игра и један играч сам, ако успије на одговарајући начин да затегне еластичну траку (између двије столице или стабла), али и већи број играча.